# Multiple-Streams-Ansatz
Der Multiple-Streams-Ansatz wurde im Jahr 1984 vom US-amerikanischen Politikwissenschaftler John W. Kingdon entwickelt. Im Politikzyklus wird dieses Modell beim Agenda Setting eingeordnet. Denn mittels dieses Modells soll in der Politikfeldanalyse erklärt werden, warum manche Themen auf die politische Agenda gelangen – und schließlich zu politischen Entscheidungen führen – und warum dies bei anderen nicht der Fall ist. Das Modell betont, dass die Agendagestaltung weniger durch einen rationalen Prozess zustande kommt, dem eine gründliche Problemdefinition vorausgeht, als dass sie vielmehr stark vom Zufall geprägt ist.
In diesem Ansatz wird von drei unabhängigen Strömen ausgegangen, die auch mithilfe von Politikunternehmern durch ein Policy-Window verbunden werden und so ein Thema auf die politische Agenda bringen können. Diese drei Ströme sind:
- Problem-Strom
- Politics-Strom (Strom der Entscheidungsprozesse)
- Policy-Strom (Strom der Lösungsvorschläge)

Der Problem-Strom umfasst alle jene Zustände, die gleichzeitig in einem politischen System gehandelt werden und um Anerkennung konkurrieren. Dabei können Probleme unter anderem durch fokussierende Ereignisse oder Feedbacks zu politisch relevanten Problemen werden. Ein fokussierendes Ereignis mit Einfluss auf die Umweltpolitik war etwa die Nuklearkatastrophe von Fukushima 2011, die zu einem Aufschwung der Umweltparteien und Diskussionen über einen möglichen Atomausstieg führte. Ein anderes Beispiel ist die Flüchtlingskrise in Europa ab 2015, mit der mitunter das Erstarken der rechten, konservativen Parteien erklärt werden kann.
Der Politics-Strom wird durch politische Prozesse definiert wie die Nationale Stimmung, die Machtverteilung der organisierten Interessen oder auch durch Regierungswechsel. Als Beispiel für die Machtverteilung kann die Kompetenzverteilung zwischen der Legislative und der Exekutive oder auch die Stärke von Interessenverbänden, respektive der vierten Gewalt in einem politischen System, genannt werden.
Der Policy-Strom besteht sodann aus einem Wettlauf von Ideen, bei denen es um die technische Durchführbarkeit und die normative Akzeptanz geht. Diese Ideen werden von Policy-Spezialisten in Netzwerken entwickelt (z. B. durch Bürokraten, Interessenvertreter, Wissenschaftler, Think-Tanks, Ideologen und Stiftungen). Da solche Ideen teilweise sogar bereits vor der Problemerkennung ausgearbeitet werden, spricht man hier auch von „solutions in search of problems“ (Deutsch etwa „Lösungen auf der Suche nach Problemen“).
Ein Policy Window (auch Window of Opportunity, Deutsch etwa Möglichkeitsfenster) kann sich durch ein Ereignis vor allem im Problem-Strom oder im Politics-Strom, z. B. eine Krise oder einen Regierungswechsel, öffnen. Öffnet es sich, können dadurch die drei Ströme verbunden werden, sodass die Wahrscheinlichkeit für eine Entscheidung steigt.
Politikunternehmer versuchen aktiv, diese drei Ströme zu verbinden. Prominente Beispiele sind Angelina Jolie, Bono, Bob Geldof, George Clooney, aber auch Al Gore.

## Stärken
Eine Stärke dieses Modells ist es, die Agendagestaltung und Politikergebnisse erklären zu können, wenn einerseits beispielsweise nach Wahlen Akteurskonstellationen wechseln oder anderseits die zentralen Akteure unklare Präferenzen besitzen. Des Weiteren eignet sich der Ansatz gut für die Anwendung auf verschiedene Politikbereiche, da er in seinen grundlegenden Annahmen sehr allgemein formuliert ist, und sich deshalb zur Untersuchung verschiedener Kontexte anbietet.

## Kritik
Jedoch gibt es auch Kritik an dem von Kingdon entwickelten Ansatz. So wird einerseits hinterfragt, ob die drei Reifeströme wirklich in Unabhängigkeit zueinander stehen, oder sich nicht doch gegenseitig beeinflussen. Des Weiteren ist ein häufig genannter Kritikpunkt, dass Kingdon annimmt, die betrachteten Politikunternehmer (Policy Entrepreneure) seien in ihrem Verhalten unpolitisch. Angesichts dessen, dass jedoch auch Akteure wie Al Gore als Policy Entrepreneure auftreten, ist dies in Frage zu stellen. Weiterführend bestehen Zweifel bezüglich der wissenschaftlichen Aussagekraft des Multiple-Streams-Ansatzes, da dieser nicht falsifizierbar sei, weshalb ihm lediglich eine deskriptive Bedeutung in der Forschung zukomme.

## Modifikationen
Ursprünglich wurde der Multiple-Streams-Ansatz für die USA entwickelt, findet inzwischen jedoch auch häufig im Kontext europäischer Politik Anwendung. Dabei ist jedoch zu bedenken, dass dies eine funktionale Anpassung an die jeweiligen Eigenheiten der politischen Systeme und gegebenenfalls auch kultureller Charakteristika einzelner Länder erfordert. So kann beispielsweise die, sich im Politics Stream befindliche nationale Stimmung in verschiedenen Ländern bezüglich ein und desselben Politikbereichs unterschiedlich sein, und auch einen unterschiedlich starken Einfluss auf die Implementierung eines Lösungsvorschlags haben. Ferner wird der Ansatz heute genutzt, um nicht nur, wie ursprünglich die Gesundheits- und Verkehrspolitik zu untersuchen, sondern er findet inzwischen auch Anwendung in Bereichen der Umwelt- oder Klimapolitik. Fokussierte Kingdon sich noch fast ausschließlich auf das Agenda Setting, werden inzwischen darüber hinaus verstärkt Entscheidungsprozesse in der Politik mithilfe des Multiple-Streams-Ansatzes analysiert.